# Deutsches Sportpferd
Das Deutsche Sportpferd ist ein Stutbuch für Warmblutpferde, in dem sich fünf mittel- und süddeutsche Pferdezuchtverbände zusammengeschlossen haben.
Hintergrundinformationen zur Pferdebewertung und -zucht finden sich unter: Exterieur, Interieur und Pferdezucht.

## Exterieur
Als Zuchtziel wird beim Deutschen Sportpferd ein Pferd angestrebt, das folgende Kriterien erfüllt: ein elegantes, großliniges und harmonisches Sportpferd mit trockenem und ausdrucksvollem Kopf, einem großen Auge, gut geformter Halsung, plastischer Bemuskelung, sowie korrekten, klaren Gliedmaßen und einem zum Körperbau passenden, trockenen Fundament. Außerdem sind taktmäßige, raumgreifende Grundgangarten gewünscht.

## Interieur
Laut dem vorgegebenen Zuchtziel sollte das Pferd willig an den Hilfen stehen, Gelassenheit ausstrahlen und grundsätzlich unkompliziert, umgänglich und einsatzfreudig sein. Es sollten Anlagen für ein geschicktes, vermögendes, vorsichtiges, mit Übersicht verbundenes Springen vorhanden sein. Die Pferde sollten auch für Menschen eingesetzt werden können, die Reiten als Freizeitbeschäftigung ausüben.

## Zuchtgeschichte

### Vorgeschichte der mitteldeutschen Pferdezucht
Bis zum Zweiten Weltkrieg war die Pferdezucht in Deutschland stark regional geprägt. Der Krieg selbst und die Überführung von Pferden in die Sowjetunion als Reparationszahlung führten zu einem starken Rückgang des Pferdebestandes in der Sowjetischen Besatzungszone, die 1949 zur Deutsche Demokratische Republik (DDR) wurde. Die fortschreitende Motorisierung, auch in der Landwirtschaft, brachte weitere Schwierigkeiten für die Pferdezucht mit sich, da die Pferde überwiegend als Arbeitspferde dienten.
In den Jahren 1970/1971 wurde daher beim Landwirtschaftsministerium der DDR die Zentralstelle für Pferdezucht eingerichtet, die eine einheitliche, exportorientierte Pferdezucht anstrebte. Anstelle der bisherigen regionalen Pferdezuchten wurde das Edle Warmblut der DDR geschaffen.
Nach der deutschen Wiedervereinigung wurden in den einzelnen Bundesländern Pferdezuchtverbände gegründet und regionale Zuchten aufgebaut. Dazu gehörten das Brandenburger Warmblut, das Sachsen-Anhaltiner Warmblut, das Sächsische Reitpferd, das Thüringer Warmblut und das Mecklenburger Warmblut.

### Zusammenschluss der mitteldeutschen Zuchtverbände 2003
Im Jahr 2003 beschlossen die Pferdezuchtverbände Berlin-Brandenburg, Sachsen-Anhalt, Sachsen und Thüringen, ihre Pferdebestände zusammenzuschließen und ein gemeinsames Ursprungszuchtbuch einzurichten. Seit dem Geburtsjahrgang 2003 werden alle Fohlen aus diesen Zuchtgebieten als Deutsches Sportpferd eingetragen. Ziel des Zusammenschlusses war eine gemeinsame Vermarktung der Pferde. Hierzu wurde unter anderem das Schaufenster der Besten geschaffen, eine gemeinsame Körung und Auktion für das Deutsche Sportpferd in der Graf-von-Lindenau-Halle beim Brandenburgischen Haupt- und Landgestüt. 
Hengste für die Zucht des Deutschen Sportpferdes werden im Landgestüt Prussendorf, im Landgestüt Moritzburg sowie bei privaten Hengsthaltern  gehalten. Als Brandzeichen wurde seither „ein von einer Schlange umwundener Pfeil“ verwendet. Dieses Brandzeichen war zuvor das Brandzeichen des Brandenburger Warmbluts und wurde in ähnlicher Form mit einem „E“ darunter für das Edle Warmblut, „T“ für Trakehner Abstammung und „S“ für das Schwere Warmblut der DDR verwendet. 
Seitdem haben sich auch die mitteldeutschen Zuchtverbände des Deutschen Sportpferdes neu organisiert und zusammengeschlossen, zum Pferdezuchtverband Brandenburg-Anhalt e. V. und Pferdezuchtverband Sachsen-Thüringen.

### Arbeitsgemeinschaft Deutsches Sportpferd
Die süddeutschen Zuchtverbände gründeten 1990 die Arbeitsgemeinschaft der süddeutschen Pferdezuchtverbände (AGS) mit Sitz im fränkischen Leutershausen für gemeinsame Championate, Fohlenschauen und Vermarktung. Ihr gehörten der Pferdezuchtverband Baden-Württemberg, der Landesverband der Bayerische Pferdezüchter, und der Pferdezuchtverband Rheinland-Pfalz-Saar an. 2003 veranstaltete die AG die erste gemeinsame Warmblutkörung und die Süddeutschen Hengsttage in München.
2009 trat der Pferdezuchtverband Brandenburg-Anhalt der AGS  bei und konnte dadurch Deutsche Sportpferde auf den süddeutschen Vermarktungsveranstaltungen präsentieren und verkaufen. Ein gemeinsames Zuchtprogramm für das Deutsche Sportpferd wurde angestrebt. Aus dem Deckblatt des Equidenpasses soll hervorgehen, aus welchem der AGS-Bundesländer das Pferd kommt. Über die gemeinsame Zuchtrasse sollten die Delegierten auf den Versammlungen der AGS-Mitgliedsverbände 2013 abstimmen. Anfang September 2013 stimmten alle AGS-Verbände der Vereinbarung zur gemeinsamen Führung des Ursprungszuchtbuchs des Deutschen Sportpferdes zu.
2022 wurde beschlossen, den Namen auf Arbeitsgemeinschaft Deutsches Sportpferd (AG DSP) zu ändern.

## Deutsches Sportpferd
Seit 2014 werden die Pferde der fünf angeschlossenen Zuchtverbände als Deutsches Sportpferd eingetragen.